# Salvador, Lanao del Norte

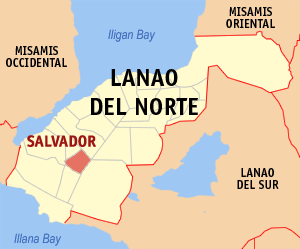
Bản đồ Lanao del Norte với vị trí của Salvador

Salvador là một đô thị hạng 5 ở tỉnh Lanao del Norte, Philippines. Theo điều tra dân số năm 2007, đô thị này có dân số 23.222 người.

## Các đơn vị hành chính
Salvador được chia ra 25 barangay.
| - Barandia - Bulacon - Buntong - Calimodan - Camp III - Curva-Miagao - Daligdigan - Kilala - Mabatao - Madaya - Mamaanon - Mapantao - Mindalano | - Padianan - Pagalongan - Pagayawan - Panaliwad-on - Pangantapan - Pansor - Patidon - Pawak - Poblacion - Saumay - Sudlon - Inasagan |